# Vincent Ignatius Kennally
Vincent Ignatius Kennally SI (ur. 11 czerwca 1895 w Dorchester, zm. 12 kwietnia 1977) – amerykański duchowny rzymskokatolicki, jezuita, misjonarz, biskup, wikariusz apostolski Karolinów i Wysp Marshalla.

## Życiorys
Vincent Ignatius Kennally urodził się 11 czerwca 1895 w Dorchester w Massachusetts, w Stanach Zjednoczonych. 20 czerwca 1928 otrzymał święcenia prezbiteriatu i został kapłanem Towarzystwa Jezusowego.
4 lipca 1946 papież Pius XII mianował go administratorem apostolskim wikariatu apostolskiego Karolinów i Wysp Marshalla (wakującego od 1938). Pełnił tę funkcję do 10 maja 1951, gdy bp Thomas John Feeney SI został nowym wikariuszem apostolskim. W 1952 został wiceprowincjałem na Filipinach.
Po śmierci bp Feeneya, 9 grudnia 1956 papież Pius XII mianował o. Kennally'ego wikariuszem apostolskim Karolinów i Wysp Marshalla oraz biskupem tytularnym Sassury. 25 marca 1957 w katedrze św. Patryka w Nowym Jorku przyjął sakrę biskupią z rąk arcybiskupa nowojorskiego kard. Francisa Spellmana. Współkonsekratorami byli wikariusz apostolski Guamu Apollinaris William Baumgartner OFMCap oraz biskup Kingstonu John Joseph McEleney SI.
Jako ojciec soborowy wziął udział w soborze watykańskim II. 20 września 1971 przeszedł na emeryturę. Zmarł 12 kwietnia 1977.